# Publio Cornelio Scipione Emiliano
Publio Cornelio Scipione Emiliano (in latino: Publius Cornelius Scipio Aemilianus, pronuncia classica o restituta: [ˈpuːblɪ.ʊs kɔrˈneːli.ʊs ˈskiːpi.oː ae̯ˈmi.li.aːnʊs]; Roma, 185 a.C. – Roma, 129 a.C.) è stato un militare e politico romano.
È detto anche Africano minore (Africanus Minor) per distinguerlo da Publio Cornelio Scipione (Africanus Maior), vincitore dei Cartaginesi nella battaglia di Zama del 202 a.C.

## Biografia
Emiliano aveva valore di patronimico: era infatti figlio di Lucio Emilio Paolo Macedonico e fu poi adottato dal figlio di Publio Cornelio Scipione Africano. La sua educazione fu curata dallo storico Polibio che lo seguì anche in guerra. Grande interprete della politica imperiale mediterranea della nobiltà romana, console nel 147 a.C., concluse vittoriosamente la terza guerra punica (149 a.C.-146 a.C.) distruggendo Cartagine (146 a.C.) e la città iberica di Numanzia (133 a.C.). Sappiamo dal De re publica di Cicerone che Cornelio Scipione era il personaggio politico preferito dall'oratore di Arpino. L'Emiliano inoltre è il protagonista dell'opera ciceroniana, che lo vedeva come perfetta sintesi fra mos maiorum e la nova sapientia ellenistica. Infatti Cicerone gli attribuiva come maestro Catone da una parte, ma al contempo riconosceva nei suoi atteggiamenti filoellenici la figura dello storico Polibio.
Già da giovane, all'età di 17 anni, riuscì a conseguire dei notevoli successi militari in Macedonia assieme al padre. Nel 151 a.C. divenne tribuno militare e l'anno successivo legato del console Lucullo. Nel 149 a.C. tornò in Africa, sempre nel ruolo di tribuno militare, con la quarta legione sotto il comando del console Manio Manilio Nepote. Nel 147 a.C., ottenuta la carica di console, più per volere del Senato che per convinzione propria, condusse la guerra contro Cartagine e, dopo un lungo assedio, nel 146 a.C. sconfisse i Cartaginesi e rase al suolo la città. Successivamente nel 134 a.C. riuscì a ottenere un secondo consolato, ottenendo così il comando contro i Celtiberi in Hispania, distruggendo la città di Numanzia nel 133 a.C., dopo oltre 15 mesi di assedio. A seguito di questi successi gli furono dati gli appellativi di Africano Minore e di Numantino. 
A Roma, grazie all'avvento di Tiberio Sempronio Gracco, fu approvata nel 133 a.C. la legge agraria, una normativa che prevedeva la distribuzione al popolo dei territori italici conquistati. Questi appezzamenti di terra, infatti, erano entrati di fatto nella disponibilità di importanti famiglie patrizie, che ne lasciavano la conduzione principalmente a manodopera servile. L'intenzione di Tiberio Gracco era di distribuire i terreni alla plebe, come già previsto da un'antica legge in vigore a Roma, ma non applicata. Tiberio Gracco venne assassinato lo stesso anno dell'emanazione della legge da una compagine senatoria guidata da Scipione Nasica, ma i suoi seguaci mantenevano un seguito specialmente tra la Plebe. Il Patriziato auspicava misure forti per contrastare le aspirazioni popolari, tanto che fu proposto di nominare dittatore Scipione Emiliano. 
La dittatura era una magistratura straordinaria, limitata nel tempo a sei mesi, ma illimitata nei poteri, il cui conferimento divenne progressivamente desueto, tanto che prima di Silla ci fu un periodo di quasi cent'anni senza ricorso a dittatori. Scipione riuscì a bloccare momentaneamente la legge agraria, rendendosi così molto impopolare. Morì però prima del discorso con il quale si accingeva a motivare la necessità della sua abrogazione. La causa del suo decesso rimane tuttora ignota, e nonostante fossero stati trovati segni sul collo come di strangolamento, non si svolse alcun'indagine. Alcuni la attribuirono ai sostenitori dei Gracchi, altri si limitarono a pensare a una morte naturale (l'amico Gaio Lelio Sapiente pensò anche a un suicidio motivato dalle difficoltà trovate nel soddisfare le esigenze degli alleati italici e latini). Cicerone invece ne attribuisce la responsabilità ai parenti, in particolare alla moglie Sempronia, sorella dei Gracchi.